# Vaso policonico

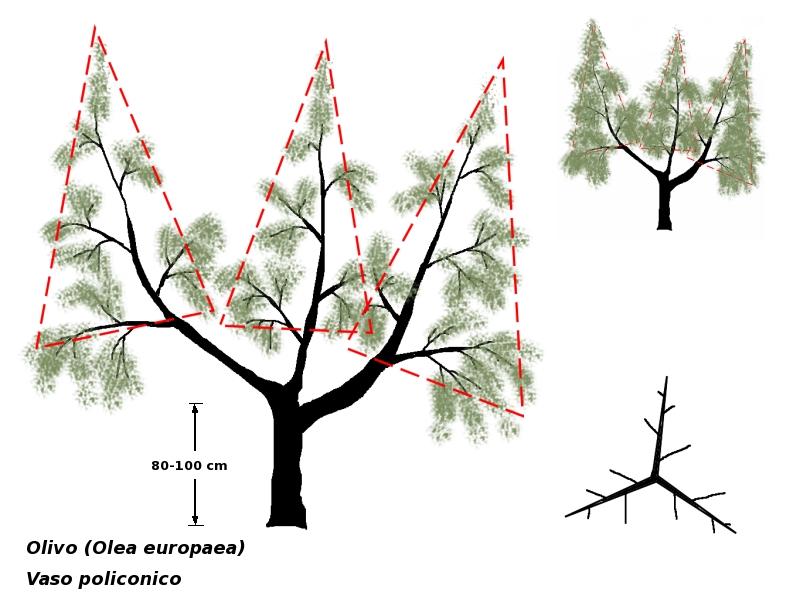
Vaso policonico

Il vaso policonico è uno dei sistemi d'allevamento più diffusi per l'olivo. La struttura consiste in una forma espansa in volume e aperta al centro, con chioma costituita da 3-4 unità distinte di forma irregolarmente conica. La tipologia sostituisce il vecchio vaso classico perché abbrevia i tempi di entrata in produzione, riduce i costi della raccolta e ottimizza l'illuminazione della chioma.

## Struttura

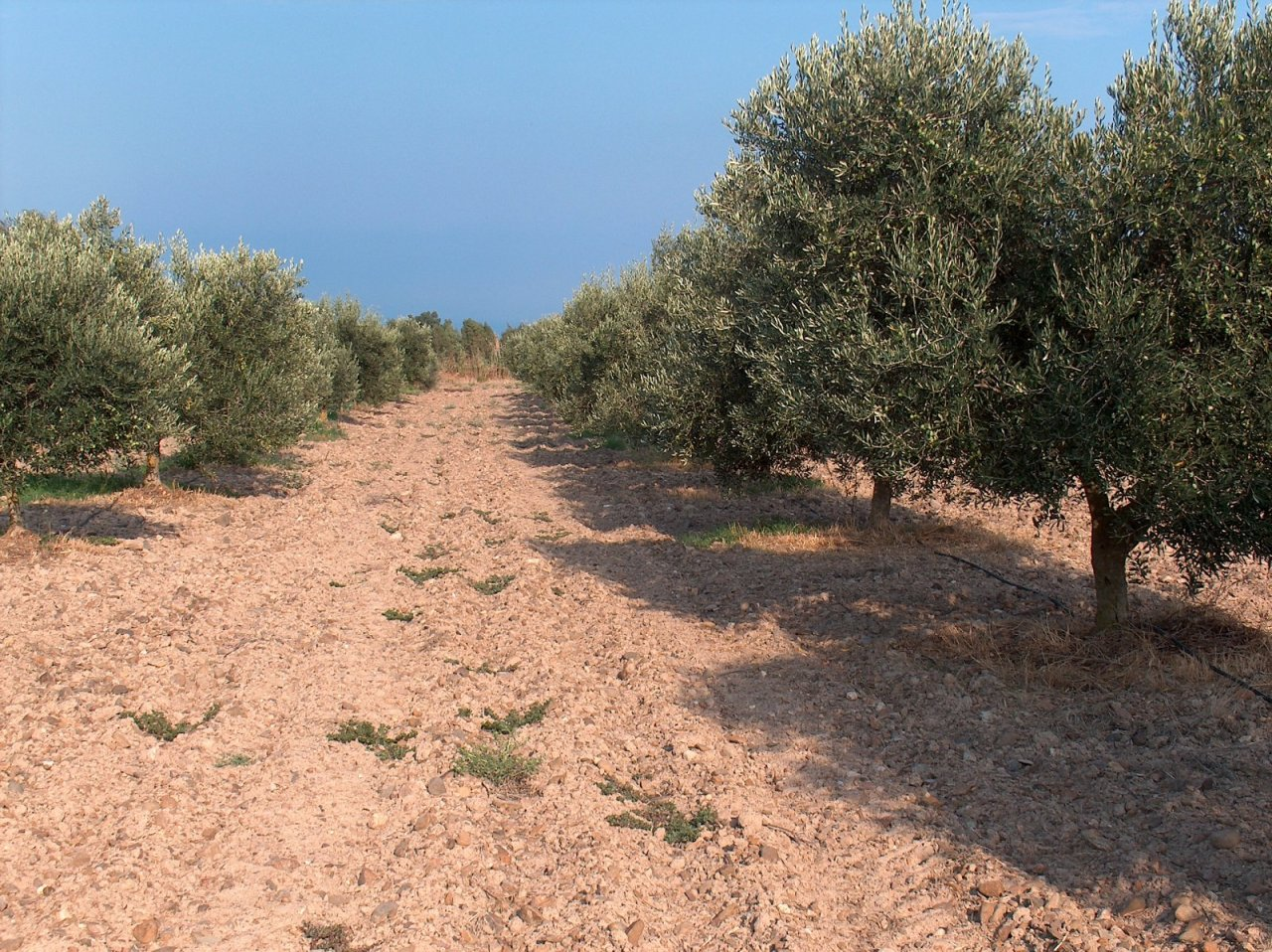
Olivi di 16 anni allevati a vaso policonico

È il sistema adottato attualmente per l'allevamento a vaso dell'olivo, evoluto dalla vecchia tipologia allo scopo di accorciare i tempi di entrata in produzione, ridurre i costi della raccolta e ottimizzare l'illuminazione della chioma.
Il fusto è troncato a 80-100 cm d'altezza dividendosi in 3-4 branche primarie. Ogni branca ha un'inclinazione di circa 45° nel tratto iniziale e poi prosegue verticalmente. Le branche secondarie si sviluppano principalmente nella parte esterna, mentre sul lato interno sono più corte e più rade. La lunghezza delle branche secondarie diminuisce passando da quelle inferiori a quelle superiori. Con questa struttura ogni branca primaria forma una chioma piramidale ben distinta da quelle adiacenti e ben illuminata anche nella parte basale. Nel complesso la chioma del vaso si presenta molto aperta all'interno e suddivisa in unità ben distanziate di forma irregolarmente conica, con vegetazione fruttifera che si sviluppa principalmente sul lato esterno di ogni branca.

## Potatura d'allevamento
Nel primo anno si recide il fusto a 80-100 cm. S'individuano subito i germogli che daranno origine alle branche primarie, scegliendoli fra quelli meglio disposti e più vigorosi. Questi rametti saranno lasciati crescere verticalmente per dare maggiore vigoria, evitando che siano disturbati da altre ramificazioni. Tutte le altre ramificazioni non vanno recise, ma si curvano o si ripiegano in modo da limitarne la vigoria e stimolarne la precoce entrata in produzione.
Nel secondo anno s'inclinano le branche primarie e si eliminano i succhioni verticali che potrebbero competere con la cima. Le branche primarie si allevano con la cima eretta verticalmente in modo da regolare con la dominanza apicale la basitonia che deve assumere il sistema branca-chioma.
Negli anni successivi si regola lo sviluppo delle branche secondarie e s'induce alla produzione le ramificazioni superflue che dovranno in seguito essere rimosse.

## Potatura di produzione
Si effettua ogni anno diradando la vegetazione, rimuovendo le ramificazioni vigorose che tendono a svilupparsi verso l'interno della chioma, eliminando con tagli di ritorno le branche di sfruttamento esaurite, alleggerendo la cima e raccorciandola se necessario con tagli di ritorno. Nel caso si effettui la raccolta manuale con l'uso di pettini o quella agevolata con l'uso di abbacchiatori a pettine si deve favorire lo sviluppo di branche di sfruttamento pendule. Nel caso di raccolta effettuata con scuotitori meccanici si deve invece irrigidire la struttura favorendo lo sviluppo di branchette brevi e a portamento non pendulo.

## Criteri di scelta
Il vaso policonico è molto diffuso nei piccoli oliveti impiantati negli ultimi decenni nell'Italia meridionale e insulare. Richiede una potatura minuziosa e onerosa, pertanto è adatto per i piccoli oliveti intensivi, a conduzione familiare o in part time, nelle aree ad alta vocazione olivicola. Si presta sia per la raccolta manuale agevolata con l'uso di pettini, pettini vibranti o abbacchiatori meccanici, scuotitori per branche e con l'impiego di reti per l'intercettazione. Si presta in particolare per l'allevamento di olive destinate a produrre un olio di buona qualità e, in parte, alla trasformazione come olive da mensa se a duplice attitudine.
A causa del notevole sviluppo in larghezza, il vaso policonico richiede sesti ampi, almeno 5-6 metri sulla fila e 6-7 metri fra le file.